# Ryan Sypek
Ryan Sypek (* 6. August 1982 in Boston, Massachusetts) ist ein US-amerikanischer Schauspieler.

## Leben und Karriere
Ryan Sypek besuchte die Wayland High School in Wayland, Massachusetts. Dort spielte er Baseball und begann in der sechsten Klasse zu schauspielern. Er schloss die High School 2000 ab. Danach studierte er an der Boston University. Er verbrachte ein Semester an der LAMDA. Sein Studium an der Boston University schloss er mit einem Bachelor of Fine Arts ab.
Er spielte im Jahr 2002 am Huntington Theatre. Nebenher parkte er für das Beverly Hills Hotel Autos. Seine erste Fernsehrolle hatte er in der ABC-Family-Serie Wildfire, wo er die Rolle des Junior Davis verkörperte. In Major Movie Star stellte er den Sergeant Mills Evans dar. Er hatte unter anderem Gastauftritte in How I Met Your Mother, Greek und Happy Endings. 2012 war er kurzzeitig in der Seifenoper Hollywood Heights als Dylan Boyd zu sehen.

## Filmografie (Auswahl)
- 2005–2008: Wildfire (Fernsehserie, 51 Folgen)
- 2008: Greek (Fernsehserie, Folge 1x20)
- 2008: Major Movie Star (Private Valentine: Blonde & Dangerous)
- 2009: How I Met Your Mother (Fernsehserie, Folge 4x20)
- 2010: Squatters (Fernsehserie, 3 Folgen)
- 2011: Happy Endings (Fernsehserie, Folge 1x01)
- 2011: The Nine Lives of Chloe King (Fernsehserie, Folge 1x04)
- 2012: Hollywood Heights (Fernsehserie, 2 Folgen)
- 2012: The Secret Life of the American Teenager (Fernsehserie, Folge 5x12)
- 2014: Dads (Fernsehserie, 2 Folgen)
- 2019: Hawaii Five-0 (Fernsehserie, Folge 10x06)